# Stazione di Campagna Lupia-Camponogara
La stazione di Campagna Lupia-Camponogara è una stazione ferroviaria di superficie della linea Adria-Mestre, situata in comune di Camponogara nella frazione di Prozzolo.
Si colloca tra la fermata di Casello 11 e quella di Casello 8.

## Movimento
Dal 1 settembre 2024, la stazione è servita dai treni regionali svolti da Trenitalia nell'ambito del contratto di servizio stipulato con la Regione del Veneto. In precedenza, fino al 31 agosto 2024, il servizio ferroviario era gestito da Sistemi Territoriali.

## Servizi
La stazione dispone di sala d'attesa.